# Seis Nações 2004
O Campeonato Seis Nações 2004 foi o torneio envolvendo seis seleções de rúgbi européias, com a participação da Inglaterra, Escócia, País de Gales, Irlanda, França e Itália.
A competição aconteceu entre os dias 14 de Fevereiro e 27 de Março. 
O torneio foi vencido pela Seleção Francesa (22º título), ganhando o Grand Slam. 
Vice-campeã foi a Irlanda que  ganhou Tríplice Coroa (3 vitórias sobre as outras três seleções britânicas), Centenary Quaich (contra a Escócia) e Millennium Trophy (contra a Inglaterra).
A Inglaterra ganhou a Calcutta Cup (contra a Escócia).
A Escócia ganhou o Wooden Spoon, (Colher de Madeira) trofeu virtual atribuído a equipa classificada no último lugar.

## Classificação
| Seleção       | Vitórias | Empates | Derrotas | Pontos a favor | Pontos contra | Pontos +/- | Pontos |
| ------------- | -------- | ------- | -------- | -------------- | ------------- | ---------- | ------ |
| França        | 5        | 0       | 0        | 144            | 60            | +84        | 10     |
| Irlanda       | 4        | 0       | 1        | 128            | 82            | +46        | 8      |
| Inglaterra    | 3        | 0       | 2        | 150            | 86            | +64        | 6      |
| País de Gales | 2        | 0       | 3        | 125            | 116           | +9         | 4      |
| Itália        | 1        | 0       | 4        | 42             | 152           | -110       | 2      |
| Escócia       | 0        | 0       | 5        | 53             | 146           | -93        | 0      |

Pontuação: Vitória = 2, Empate = 1, Derrota = 0

## Jogos

### 1 rodada
| 14 de Fevereiro de 2004 |                |         |                        |
| França                  | 35 – 17 (11-3) | Irlanda | Stade de France, Paris |
|                         |                |         | Stade de France, Paris |

| 14 de Fevereiro de 2004 |                |         |                             |
| País de Gales           | 23 – 10 (18-3) | Escócia | Millennium Stadium, Cardiff |
|                         |                |         | Millennium Stadium, Cardiff |

| 15 de Fevereiro de 2004 |               |            |                       |
| Itália                  | 9 – 50 (9-26) | Inglaterra | Stadio Flaminio, Roma |
|                         |               |            | Stadio Flaminio, Roma |

### 2 rodada
| 21 de Fevereiro de 2004 |                |            |                        |
| Escócia                 | 13 – 35 (6-20) | Inglaterra | Murrayfield, Edimburgo |
|                         |                |            | Murrayfield, Edimburgo |

| 21 de Fevereiro de 2004 |               |        |                        |
| França                  | 25 – 0 (10-0) | Itália | Stade de France, Paris |
|                         |               |        | Stade de France, Paris |

| 22 de Fevereiro de 2004 |                |               |                        |
| Irlanda                 | 36 – 15 (24-3) | País de Gales | Lansdowne Road, Dublin |
|                         |                |               | Lansdowne Road, Dublin |

### 3 rodada
| 6 de Março de 2004 |               |         |                       |
| Itália             | 20 – 14 (9-9) | Escócia | Stadio Flaminio, Roma |
|                    |               |         | Stadio Flaminio, Roma |

| 6 de Março de 2004 |                 |         |                     |
| Inglaterra         | 13 – 19 (10-12) | Irlanda | Twickenham, Londres |
|                    |                 |         | Twickenham, Londres |

| 7 de Março de 2004 |                 |        |                             |
| País de Gales      | 22 – 29 (12-13) | França | Millennium Stadium, Cardiff |
|                    |                 |        | Millennium Stadium, Cardiff |

### 4 rodada
| 20 de Março de 2004 |                |               |                     |
| Inglaterra          | 31 – 21 (16-9) | País de Gales | Twickenham, Londres |
|                     |                |               | Twickenham, Londres |

| 20 de Março de 2004 |               |        |                        |
| Irlanda             | 19 – 3 (12-3) | Itália | Lansdowne Road, Dublin |
|                     |               |        | Lansdowne Road, Dublin |

| 21 de Março de 2004 |               |        |                        |
| Escócia             | 0 – 31 (0-11) | França | Murrayfield, Edimburgo |
|                     |               |        | Murrayfield, Edimburgo |

### 5 rodada
| 27 de Março de 2004 |                |        |                             |
| País de Gales       | 44 – 10 (16-3) | Itália | Millennium Stadium, Cardiff |
|                     |                |        | Millennium Stadium, Cardiff |

| 27 de Março de 2004 |                |         |                        |
| Irlanda             | 37 – 16 (16-9) | Escócia | Lansdowne Road, Dublin |
|                     |                |         | Lansdowne Road, Dublin |

| 27 de Março de 2004 |                |            |                        |
| França              | 24 – 21 (21-0) | Inglaterra | Stade de France, Paris |
|                     |                |            | Stade de France, Paris |